# Anconia hebardi
Anconia hebardi är en insektsart som beskrevs av Rehn, J.A.G. 1919. Anconia hebardi ingår i släktet Anconia och familjen gräshoppor. Inga underarter finns listade i Catalogue of Life.